# Komtoèga (Komtoèga)
Pour les articles homonymes, voir Komtoèga.
Cet article concerne le village chef-lieu. Pour le département et la commune rurale, voir Komtoèga (département).
Komtoèga est un village du département de Komtoèga, dont il est le chef-lieu, situé dans la province du Boulgou et la région du Centre-Est au Burkina Faso.

## Transports
Le village est traversé par la route nationale 17.

## Santé et éducation
Komtoènga accueille un centre de santé et de promotion sociale (CSPS) tandis que le centre médical avec antenne chirurgicale (CMA) se trouve à Garango.